# Ezio Damiani
Ezio Damiani (1910. április 17. – 1982. január 16.) jugoszláv-horvát nemzetközi labdarúgó-játékvezető.	

## Pályafutása

### Nemzetközi játékvezetés
A Jugoszláv labdarúgó-szövetség Játékvezető Bizottsága (JB) terjesztette fel nemzetközi játékvezetőnek, a Nemzetközi Labdarúgó-szövetség (FIFA) 1956-tól tartotta nyilván bírói keretében. Több nemzetek közötti válogatott és klubmérkőzést vezetett, vagy működő társának partbíróként segített. A jugoszláv nemzetközi játékvezetők rangsorában, a világbajnokság-Európa-bajnokság sorrendjében többedmagával a 16. helyet foglalja el 1 találkozó szolgálatával. Az aktív nemzetközi játékvezetéstől 1957-ben a búcsúzott. Válogatott mérkőzéseinek száma: 3.

#### Világbajnokság
A világbajnoki döntőhöz vezető úton Svédországba a VI., az 1958-as labdarúgó-világbajnokságra a FIFA JB bíróként alkalmazta.
| Időpont            | Helyszín                 | Mérkőzés típusa           | Mérkőzés               | Eredmény | Nézők száma |
| ------------------ | ------------------------ | ------------------------- | ---------------------- | -------- | ----------- |
| 1957. december 22. | San Siro Stadion, Milánó | előselejtező (8. csoport) | Olaszország–Portugália | 3 : 0    | 45 000      |

## Magyar vonatkozás
| Időpont          | Helyszín             | Mérkőzés típusa          | Mérkőzés                   | Eredmény | Nézők száma |
| ---------------- | -------------------- | ------------------------ | -------------------------- | -------- | ----------- |
| 1956. július 15. | Népstadion, Budapest | 330. válogatott mérkőzés | Magyarország–Lengyelország | 4 : 1    | 48 000      |